# Macroparalepis brevis
Macroparalepis brevis är en fiskart som beskrevs av Ege, 1933. Macroparalepis brevis ingår i släktet Macroparalepis och familjen laxtobisfiskar. Inga underarter finns listade i Catalogue of Life.